# Số nguyên tố đối xứng
Số nguyên tố đối xứng là một số nguyên tố bằng trung bình cộng của 2 số nguyên tố liền trước và liền sau nó. Với {\displaystyle p_{n}} là số nguyên tố thứ n, một số nguyên tố là đối xứng khi thoả:
{\displaystyle p_{n}={{p_{n-1}+p_{n+1}} \over 2}.}
Số nguyên tố đối xứng nhỏ nhất là 5, 10 số nguyên tố đối xứng đầu tiên là: 5, 53, 157, 173, 211, 257, 263, 373, 563, 593. Nếu coi 1 cũng là số nguyên tố thì 2 là số nguyên tố đối xứng nhỏ nhất vì:{\displaystyle 2={(1+3) \over 2}.}
Có giả thuyết cho rằng có vô số số nguyên tố đối xứng.
Năm 2005 số nguyên tố đối xứng lớn nhất gồm 7535 chữ số được François Morain và David Broadhurst tìm ra khi thực hiện thuật toán::{\displaystyle p_{n}=197418203\times 2^{25000}-1,p_{n-1}=p_{n}-6090,p_{n+1}=p_{n}+6090.}
giá trị của n không xác định.

## Bên lề
Khi một số nguyên tố lớn hơn trung bình cộng hai số nguyên tố nằm cạnh nó, nó được gọi là số nguyên tố mạnh, nếu nhỏ hơn là số nguyên tố yếu.

## Tài nguyên tham khảo
1. ↑  Các bộ số nguyên tố lớn nhất Lưu trữ ngày 24 tháng 4 năm 2006 tại Wayback Machine (tiếng Anh)